# Le Port de Saint-Tropez
Le Port de Saint-Tropez est un tableau réalisé par Albert Marquet en 1905.
Cette peinture à l'huile sur toile est conservée au musée de l'Annonciade à Saint-Tropez.